# Jeremy Saulnier
Jeremy Saulnier (Alexandria, 10 giugno 1976) è un regista, sceneggiatore e direttore della fotografia statunitense.

## Biografia
Nel 2007 realizza il suo primo lungometraggio, Murder Party, scritto e diretto da lui stesso. Nel 2013 diviene noto grazie al film acclamato dalla critica, Blue Ruin, con il quale si aggiudica una candidatura al Premio John Cassavetes agli Independent Spirit Awards 2015 e partecipa fuori concorso al Festival di Cannes. Nel 2015 dirige il film Green Room, mentre nel 2018 è la volta di Hold the Dark. Nel 2024 dirige il film Rebel Ridge, pubblicato sulla piattaforma Netflix come opera originale il 6 Settembre 2024.

## Filmografia
- Goldfarb - cortometraggio (1998)
- Crabwalk - cortometraggio (2004)
- Murder Party (2007)
- Blue Ruin (2013)
- Green Room (2015)
- Hold the Dark (2018)
- Rebel Ridge (2024)

### Produttore esecutivo
- The Order, regia di Justin Kurzel (2024)